# Nazareńczycy

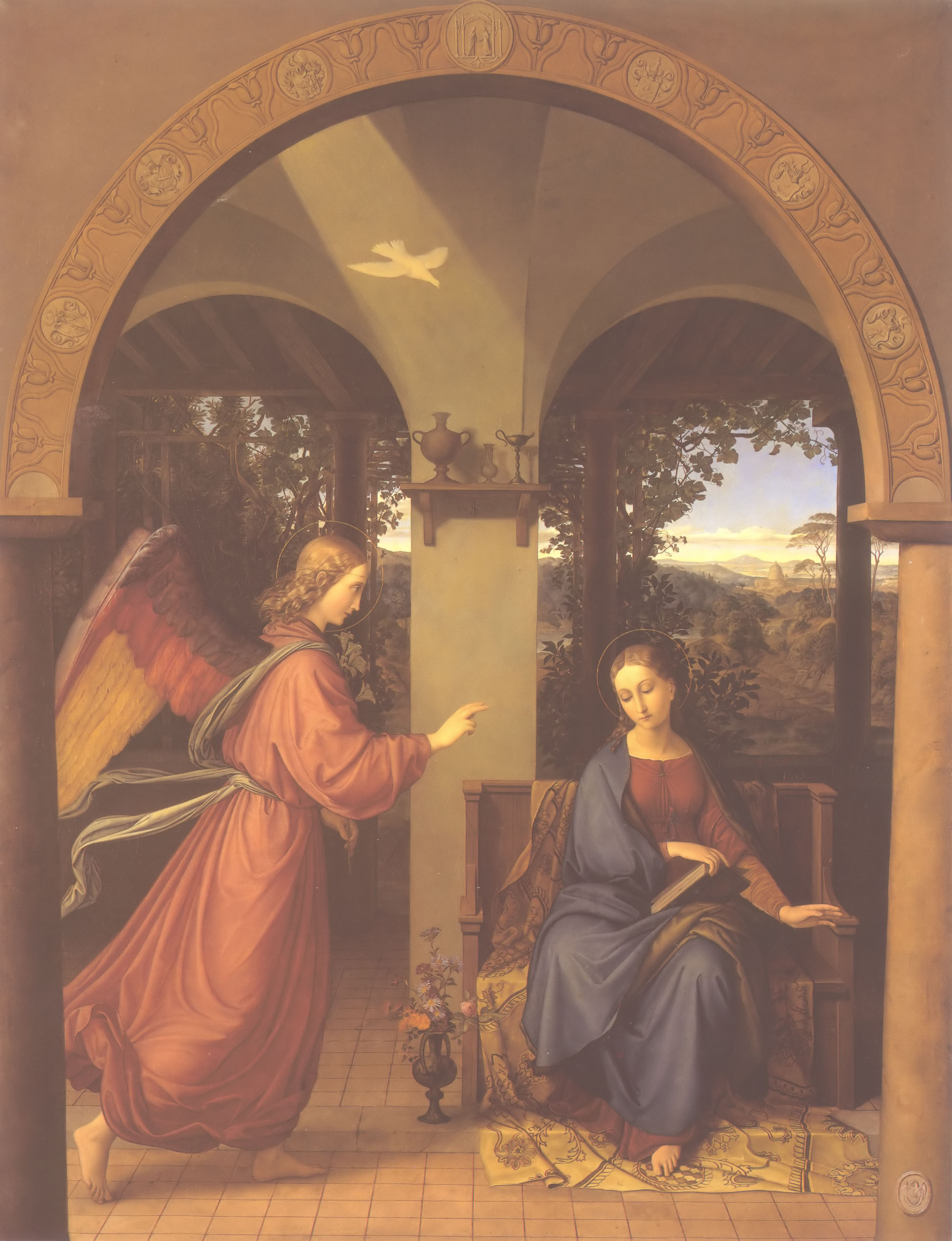
Julius Schnorr von Carolsfeld, Zwiastowanie, 1820

Nazareńczycy (niem. Nazarener) – stowarzyszenie malarzy, głównie niemieckich i austriackich, działających w Rzymie, a następnie w innych częściach Europy, od 1818 roku do lat 40. XIX wieku.

## Historia
Nazwa ta jest często stosowana wymiennie z terminem Bractwo św. Łukasza, jednak ściślej rzecz biorąc nie są to synonimy. Bractwo powstało w Wiedniu w 1809 roku, a rok później jego członkowie wyjechali do Rzymu. Tam po części weszli w skład późniejszej grupy nazareńczyków.
Grupę nazareńczyków tworzyli m.in. Wilhelm Schadow, Peter von Cornelius, Julius Schnorr von Carolsfeld, Ferens Szoldatits, Johann Ramboux. Tak jak i Bractwo, przeciwstawiali się akademizmowi i za wzór stawiali sobie malarstwo włoskiego quattrocenta. Nazwa nazareńczycy związana była z podejmowanymi przez nich religijnymi tematami, klasztornym trybem życia i noszonymi strojami (luźne płaszcze i długie włosy).